# Villa Romana del Casale
Villa Romana del Casale – luksusowa willa letniskowa z okresu późnego Cesarstwa rzymskiego (wybudowana ok. 300 r. n.e.), której okres największej świetności przypada na IV–V w. n.e. znajduje się na Sycylii, około 5 km od miasta Piazza Armerina. Jest to kompleks mieszkalno-reprezentacyjny składający się z około 50 izb, łaźni, sal gimnastycznych, studiów i sypialni rozmieszczonych wokół dużego dziedzińca wewnętrznego. W okresie powstania willi Sycylia była podzielona na wielkoobszarowe posiadłości rolnicze nazywane „latyfundiami”.  Rozmiary willi, wielkość i charakter poszczególnych pomieszczeń, bogactwo i jakość wystroju świadczą o tym, że było to centrum jednego z największych latyfundiów. Prawdopodobnie jego właściciel był rzymskim senatorem jeśli nie członkiem rodziny cesarskiej, z pewnością należał do najwyższych sfer Cesarstwa rzymskiego. Willa była prawdopodobnie stałą lub czasową rezydencją właściciela, szczególnie gdy spotykał się z dzierżawcami uprawiającymi żyzne ziemie i była też centrum administracyjnym latyfundium. Odkrywana przez dziesiątki lat willa swą sławę zawdzięcza mozaikom posadzkowym. Barwne obrazy pokrywają posadzki we wszystkich pomieszczeniach i zapełniają powierzchnię ponad 3500 m². Willa została zniszczona, być może  zburzona w czasach Wandalów i Wizygotów. Jednak pozostawała w częściowym użytkowaniu jeszcze podczas okresu bizantyjskiego i arabskiego. W XII wieku willa została przysypana przez osuwisko ziemi i z tego powodu definitywnie opuszczona.

## Mozaiki
Mozaiki przedstawiają sceny z życia codziennego, sceny chwytania dzikich zwierząt afrykańskich dla potrzeb igrzysk, sceny z polowań oraz motywy mitologiczne.
Niektóre z nich – najwspanialsze, najlepiej zachowane lub najpiękniejsze zostały poniżej przedstawione:
Wielkie polowanie

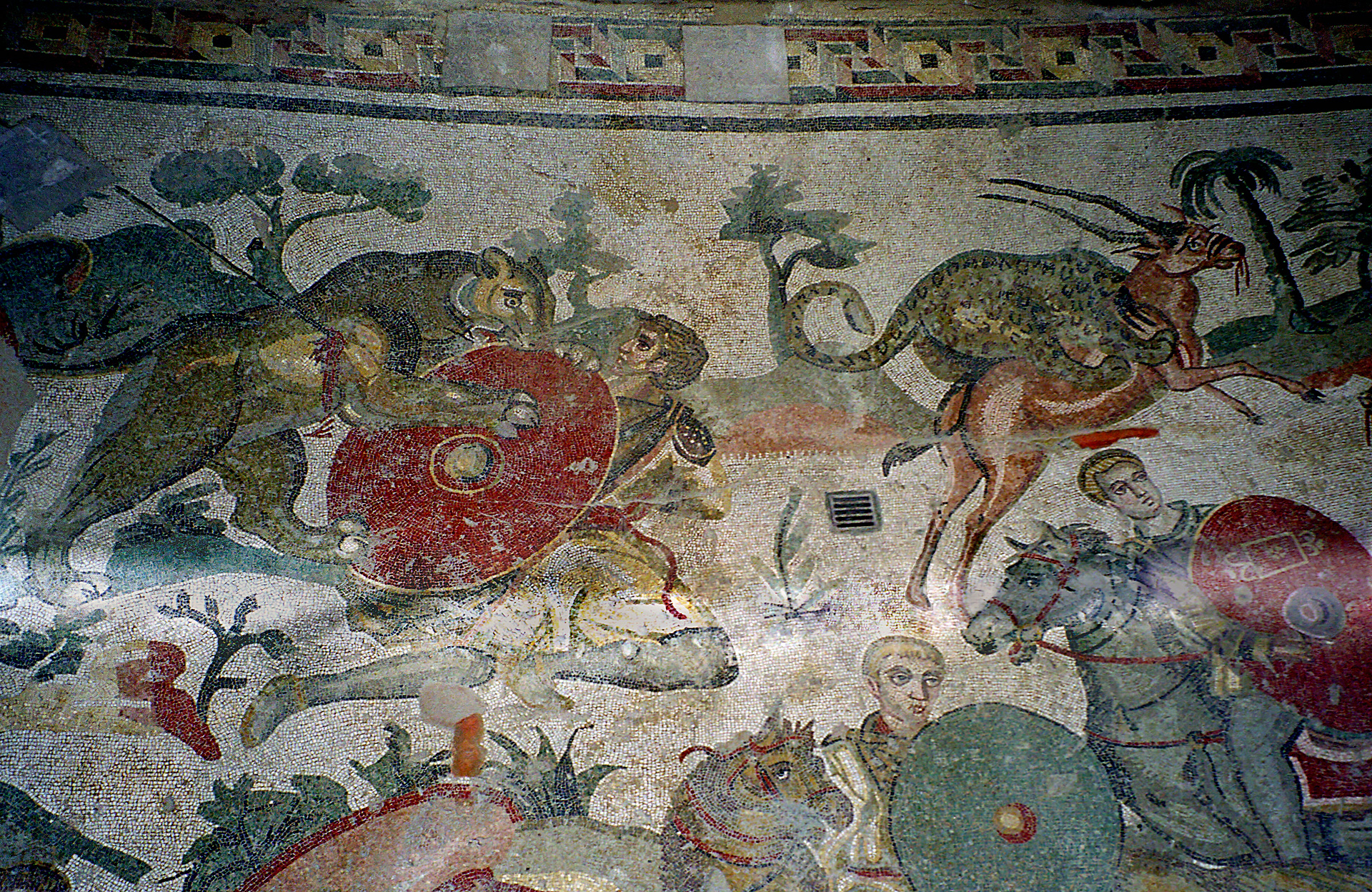
Wielkie polowanie – fragment

Wielka płyta mozaikowa posadzki korytarza (patrz zdjęcie w infoboxie) ilustruje, w scenerii afrykańskiej, poszczególne fazy chwytania zwierząt dla potrzeb igrzysk. Są lwy i lamparty atakujące antylopy, jest też myśliwy walczący z lwem. Obrazy pokazują chwytanie słoni, nosorożców, antylop, strusi. Potem przewóz ich wozami zaprzęgniętymi w woły i załadunek na statek.

Małe polowanie
Mozaika opowiadająca w sposób naturalistyczny o polowaniu w lasach należących do latyfundium.
Składa się ona z pięciu obrazków:
1. Polowanie z siecią na jelenie
2. Polowanie z psami na zające
3. Polowanie na dzika, który zraniony włócznią atakuje jednego z myśliwych tropiących go ze sforą psów
4. Rytuał ofiarny ku czci bogini polowania odbywający się przed kolumną z posążkiem Artemidy
5. Uczta myśliwska

Dziewczęta w bikini

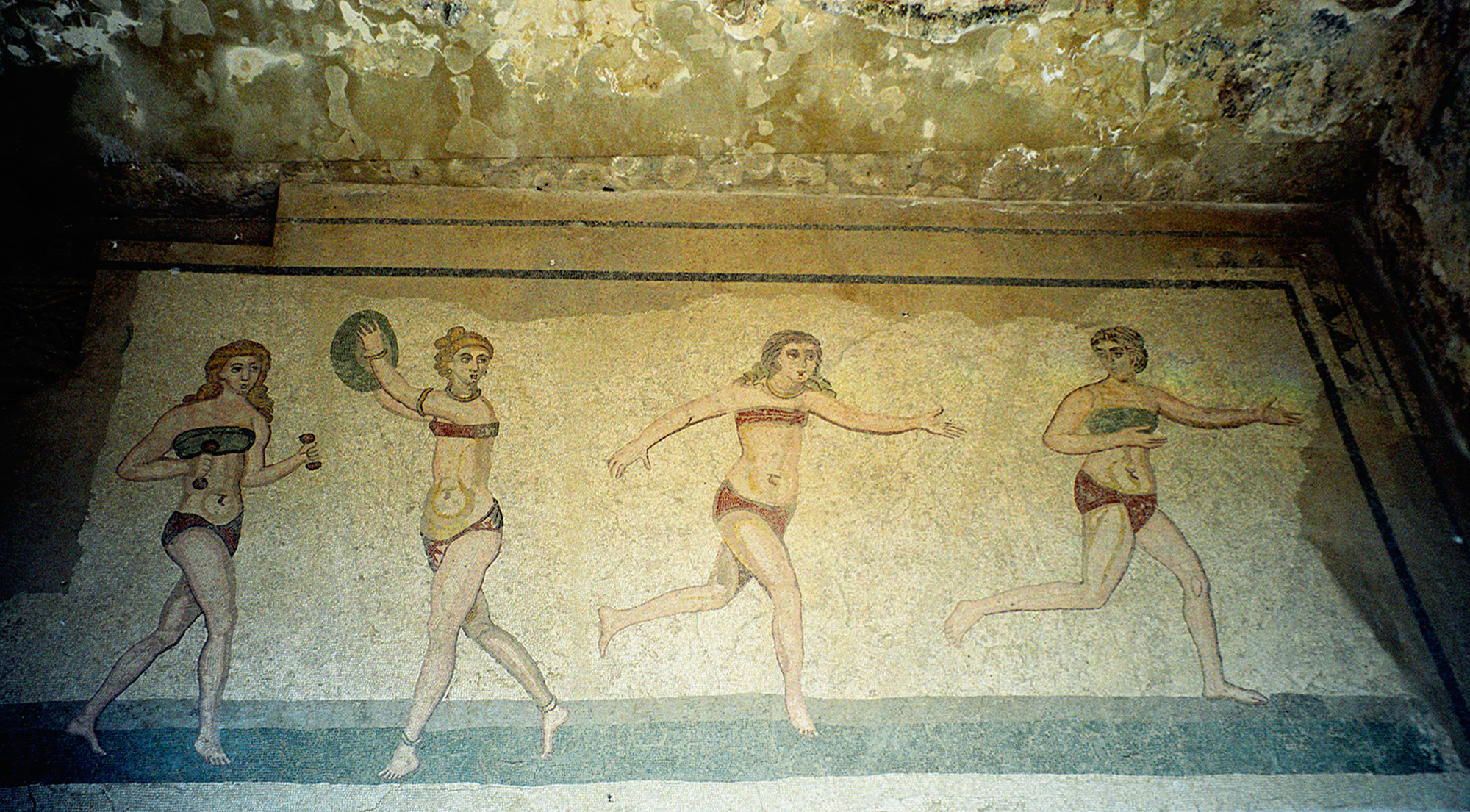
Dziewczęta w bikini – fragment

Mozaika w sali „Dziesięciu młodych dziewcząt” pochodząca z IV w. przedstawia młode kobiety wykonujące różne ćwiczenia sportowe lub otrzymujące nagrody. Stroje dziewcząt, które były po prostu spodnią bielizną używaną też do ćwiczeń sportowych, rzeczywiście przypominają współczesne kostiumy bikini.

Wyścigi w Circus Maximus

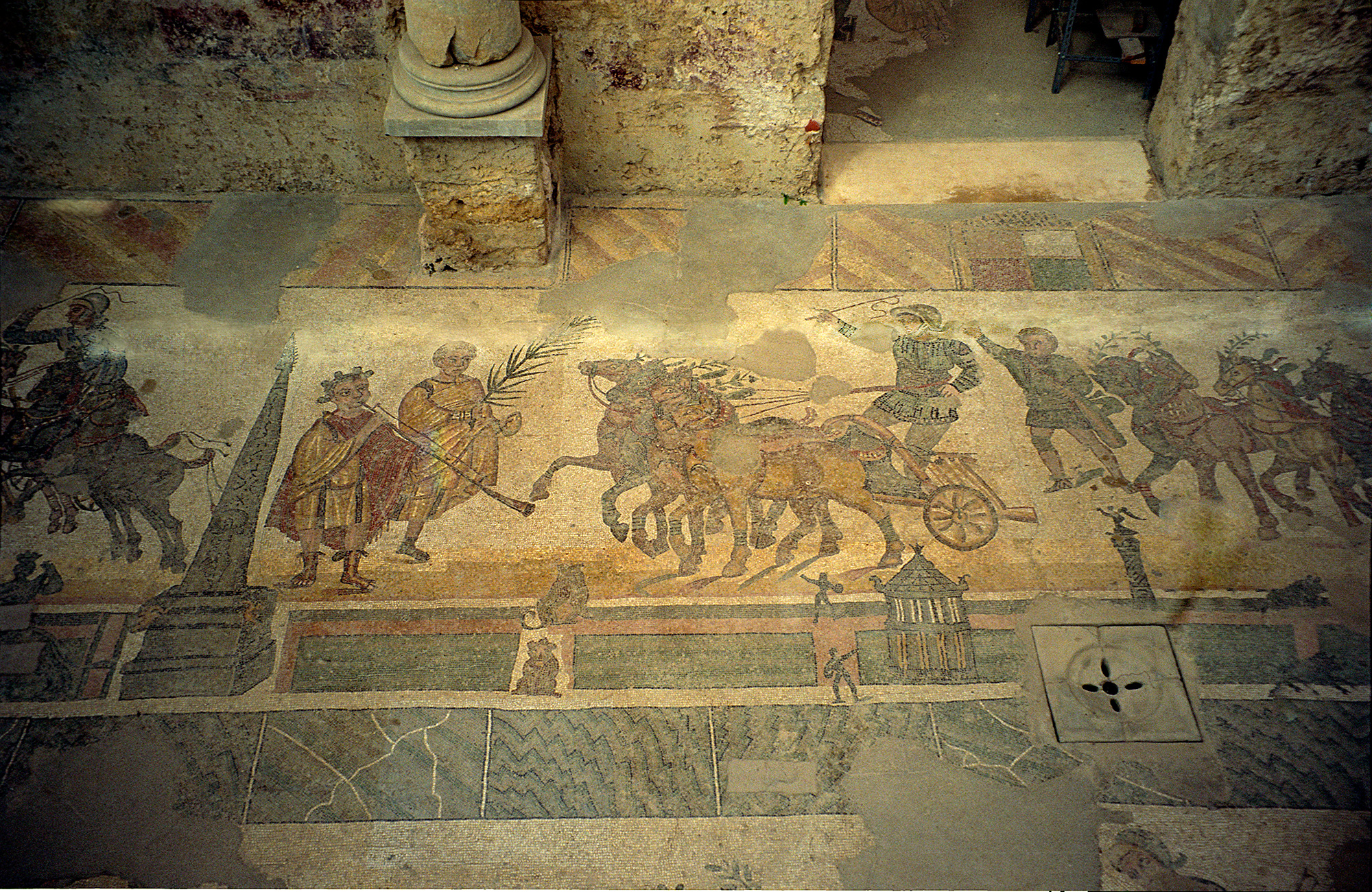
Wyścigi w Circus Maximus – fragment

Mozaika w pomieszczeniu zwanym „palestra”, służącym do ćwiczeń przed lub po gorącej kąpieli. Przedstawia wyścigi kwadryg w Circus Maximus w Rzymie. Doskonale zachowana mozaika z przedstawionymi wiernie realiami wyścigów i precyzyjnie oddająca wygląd Circus Maximus  jednoznacznie łączy willę z elitą rzymską, która regularnie odwiedzała wyścigi i je finansowała – zamawiający mozaikę musiał być bywalcem tych wyścigów.

Amorki łowiące ryby

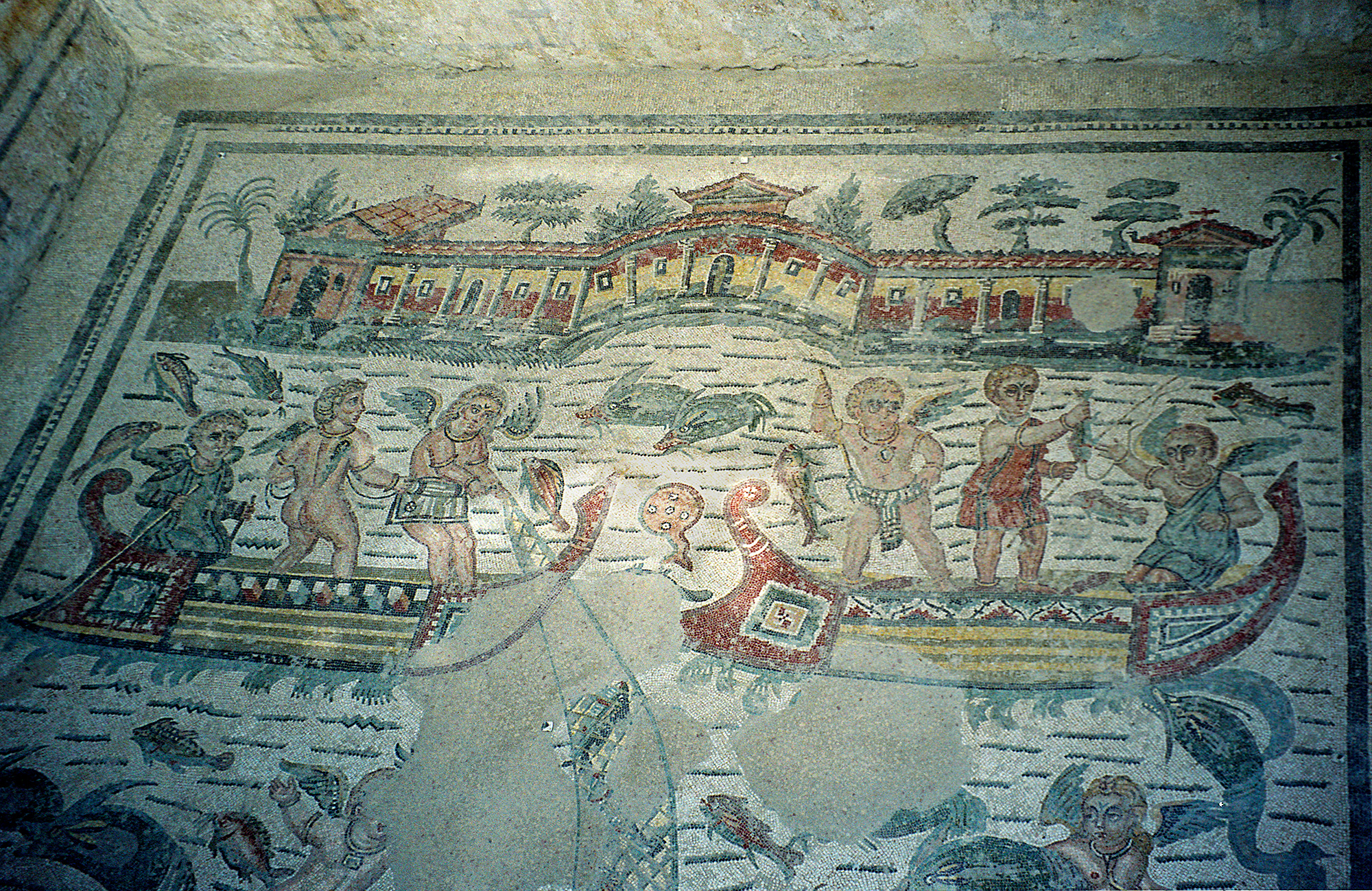
Amorki łowiące ryby – fragment

Mozaika w jednym z pokoi gościnnych. Mozaika przedstawia amorki łowiące ryby z łódek. Są na niej cztery łódki z trzema amorkami w każdej. Jest tu cały wachlarz metod łowienia ryb – sieci, trójząb, wędka, pułapki. Morze jest pełne różnych owoców morza i amorki mają świetny połów. W tle, na brzegu jest willa z kolumnami zwrócona frontem do morza a z tyłu za willą są różne drzewa.

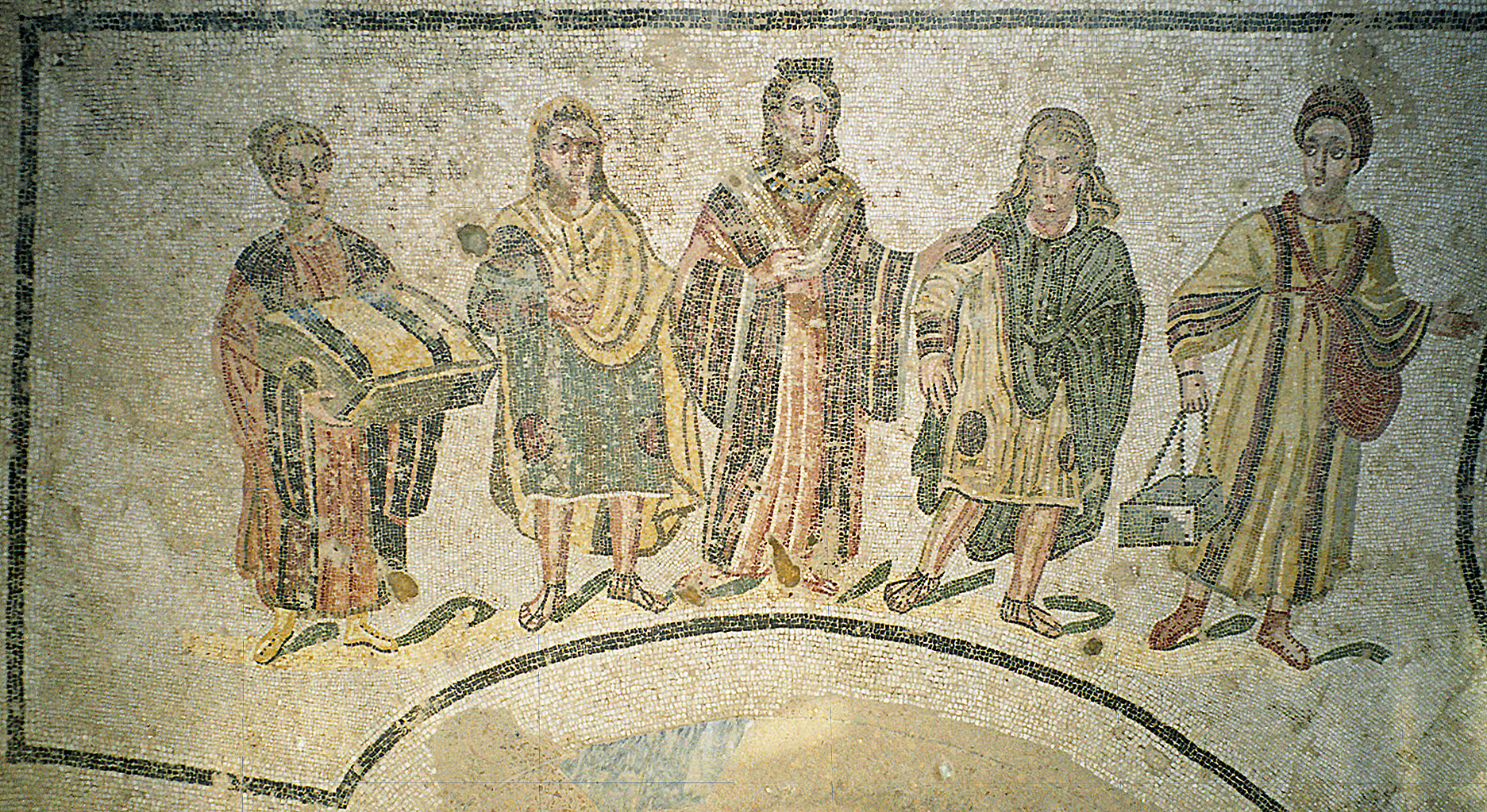
Pani domu idąca z córkami do łaźni
Mozaika na posadzce wejścia do łaźni. W środku mozaiki jest strojnie ubrana kobieta mająca po bokach dwie młode dziewczyny a na zewnątrz są jeszcze dwie służące, z których jedna niesie ubrania a druga przybory i olejki używane w trakcie kąpieli.

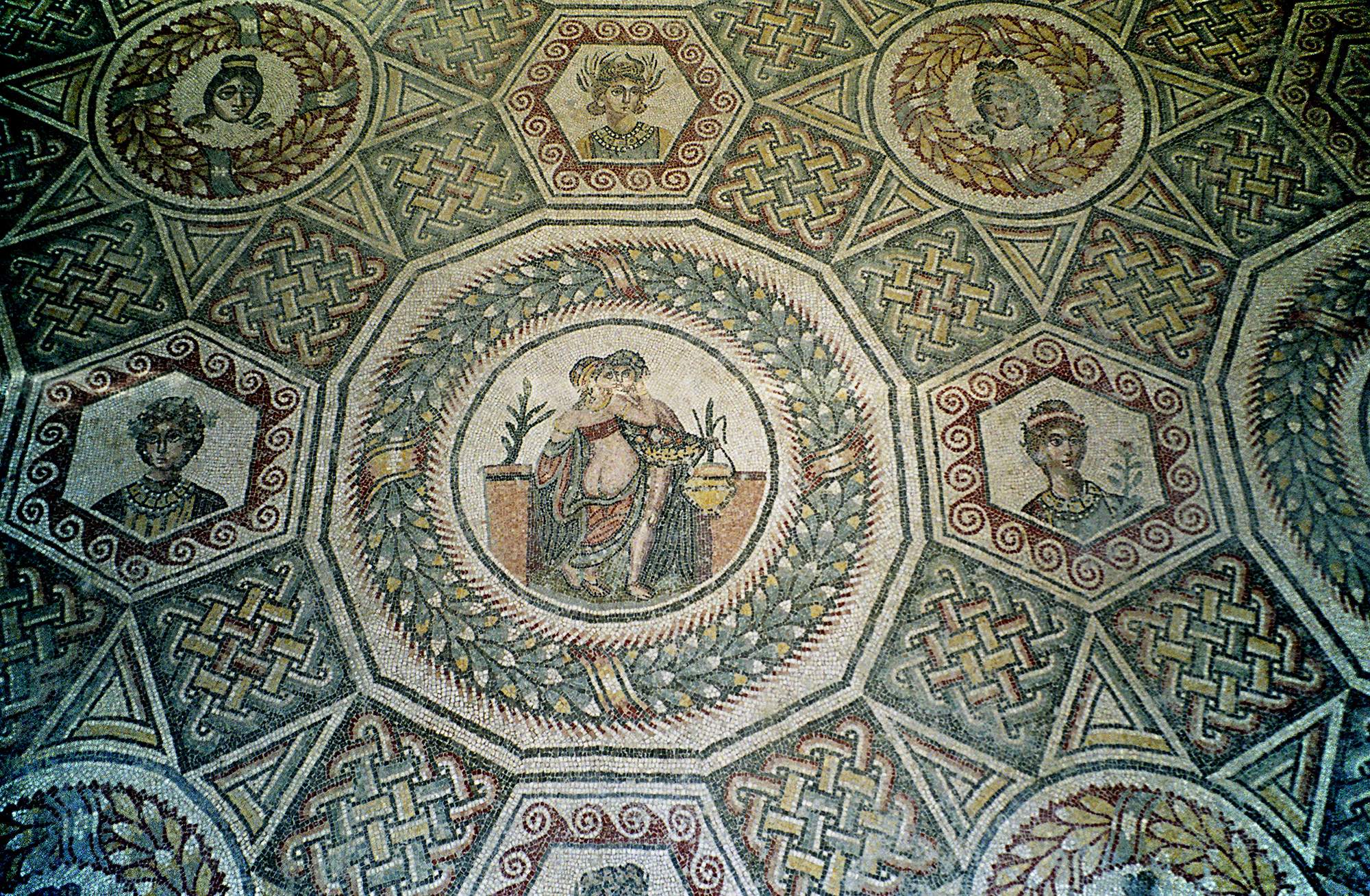
Scena erotyczna
W jednej z sypialni (cubiculum) pośrodku, w wielkim medalionie ozdobionym girlandą z laurowych liści, jest przedstawiona erotyczna scena pomiędzy ukoronowanym efebem i półnagą, młodą kobietą.

## Historia wykopalisk

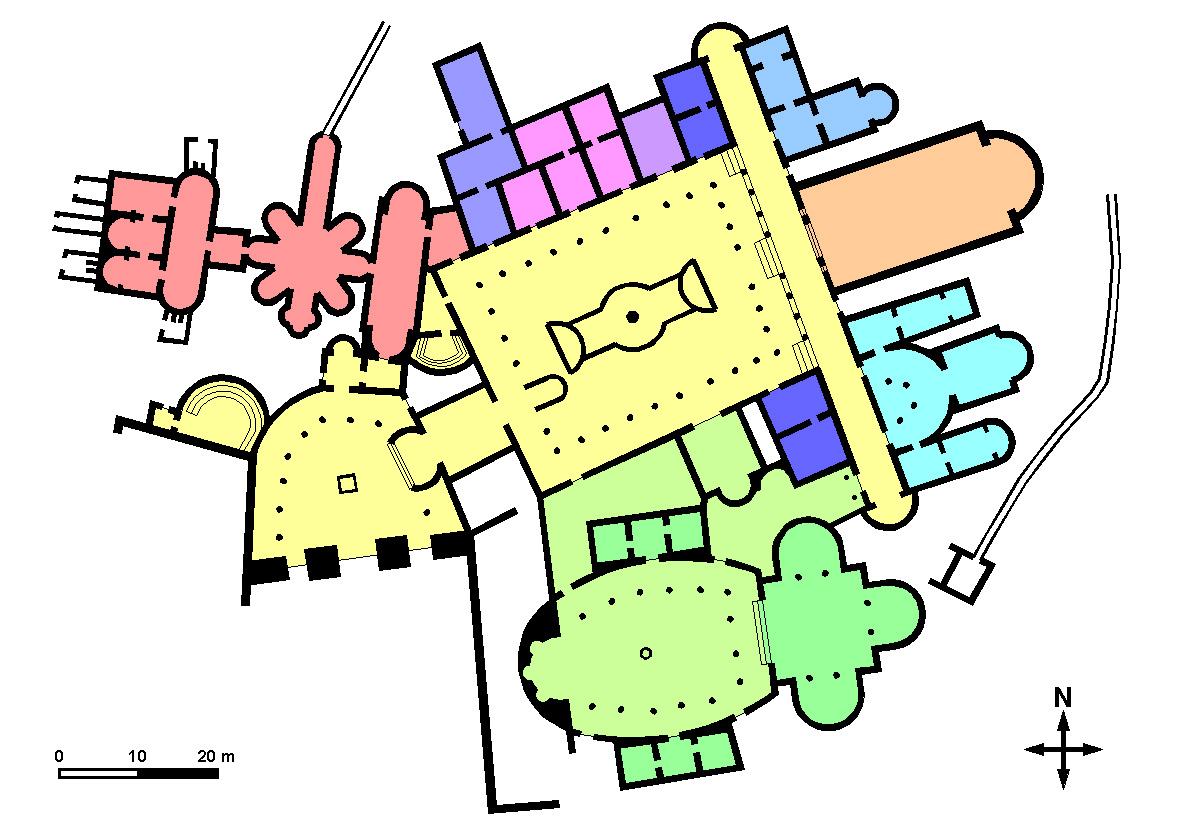
Plan willi

Istnienie willi bardzo szybko poszło w niepamięć (tylko trochę najwyższych części wystawało ponad poziom ziemi) i tereny zostały zagospodarowane dla celów rolniczych. Fragmenty mozaik i kawałki kolumn znajdowano w tym miejscu już na początku XIX wieku ale pierwsze poważne wykopaliska przeprowadził w 1929 Paolo Orsi i później Giuseppe Cultrera. Ostatnich wielkich odkryć dokonał w latach 1950-60 prof. Vinicio Gentile. I wtedy odkryte zabytki obudowano istniejącym obecnie przykryciem.